# Hans Lehnert (Jurist)
Hans Lehnert (* 23. Oktober 1899 in Hersbruck; † 13. Oktober 1942 in Herrliberg am Zürichsee) war ein Jurist und Widerstandskämpfer gegen den Nationalsozialismus.

## Leben
Er machte 1919 sein Abitur am Wilhelmsgymnasium München und studierte anschließend Jura an der Universität München.
Als Rechtsanwalt war Hans Lehnert Gründungsmitglied und Gebietsobmann des Internationalen Sozialistischen Kampfbundes (ISK) in München. Darüber hinaus war er bei den Freidenkern aktiv. Nach 1933 organisierte er zusammen mit dem Schlosser Ludwig Koch, dem Lebensmittelgeschäftsinhaber Ludwig Linsert und dessen Ehefrau Margot Linsert die ISK-Widerstandsgruppen in München und Süddeutschland. Später stießen noch zwei weitere Mitglieder in München hinzu.
Im Herbst 1936 brachte er seinen Freund Willi Ohlendorf mit der seit 1934 im Untergrund aktiven Augsburger ISK-Gruppe zusammen. Zusammen mit Ludwig Koch organisierte er 1936, 1937 und 1938 mehrere Schulungskurse, an denen auch die Augsburger Gruppe teilnahm. Als Anlaufstelle, um unauffällig Informationen und Literatur auszutauschen, diente das Lebensmittelgeschäft des Ehepaars Linsert in Laim.
Seit 1936 betrieb die Gruppe verstärkt Aufklärungspropaganda mit gefährlichen Flugblattaktionen. Im Vorfeld der Wahlen von 1936 verteilten sie unter anderem Zettel mit Parolen wie „Wählt nicht Hitler“ oder „Zerreißt die Stimmzettel“. Flugblätter, die die Kriegshetze, das Unrechtssystem, die Bevölkerungspolitik der Nationalsozialisten und andere Themen abhandelten, produzierten sie im Abstand von jeweils einigen Monaten.
Meistens verteilten sie diese in selbst gefertigten schwarzen Wachstuchtäschchen, die wie Geldbörsen aussahen.
Auf Gehwegen, an Hauswänden und Mauern brachten sie mit Hilfe von Gummistempeln, Inschriften und Symbole unter anderem in Form eines Hakenkreuz an einem Galgen an. Sie benutzten später dafür eine Silbernitratlösung, die sich bei Tageslicht einätzte, damit die Symbole nur noch durch Herausmeißeln zu entfernen waren.
Seit 1936 fanden in Norddeutschland immer wieder Verhaftungen von ISK-Gruppen statt, die süddeutschen Gruppen blieben dabei aber merkwürdigerweise verschont. Im Oktober 1937 wurde Lehnert verhaftet und nur mit einem Trick seiner Freunde gelang seine Entlastung. Die Flugblätter, die er produziert haben sollte, stellten sie noch einmal mit denselben Materialien her und verteilten sie dann noch einmal und erreichten damit, dass die Gestapo glaubte musste, Lehnert habe tatsächlich mit dieser Sache nichts zu tun. Im Spätsommer 1938 wurden schließlich auch die süddeutschen Gruppen aufgerollt. Der Volksgerichtshof verurteilte Ludwig Koch im April 1939 zu acht Jahren Zuchthaus; Ludwig Linsert kam mit zwei Jahren Gefängnis davon. Nach dem Krieg machten Koch und Linsert im deutschen Gewerkschaftsbund Karriere.
Lehnert flüchtete, nach seiner Entlassung im April 1938, in die Schweiz. Er war mit Fritz Eberhard und Hilde Meisel (Hilda Monte) Vertreter einer Strategie der direkten Aktion im Kampf gegen Hitler und trat deshalb 1939 in London aus der Partei aus. 1940 wurde er in der Schweiz interniert und starb dort 1942.

## Werke
Bücher und Broschüren:
- Gedichte Hans Lehnert. - Hamburg : Europäische Verlagsanstalt, 1950.

Artikel:
in der Sozialistischen Warte:
Namen in [ ] sind die im Artikel verwendeten Pseudonyme
- [Frank III] In der Maschine der politischen Strafjustiz des III. Reiches. Jg. 9, Nr. 7, November 1934, S. 172–180.
- [Karl Feurer] Durchbruch an der katholischen Front. Jg. 10, Nr. 5, Mai 1935, S. 110–112.
- [Frank III] „Revolution“ im Strafrecht! Jg. 10, Nr. 10, Oktober 1935, S. 230–235.
- [Karl Feurer] Gerechtigkeit und Nutzen. Jg. 12, Nr. 3, 1. Februar 1937, S. 51–53.
- [Karl Feurer] Brauner Sieg in Bayern. Jg. 12, Nr. 6, 15. März 1937, S. 126–128.
- [Karl Feurer] Entartete Kunst. Jg. 12, Nr. 17, 1. September 1937, S. 386–389.
- [Karl Feurer] „Der ewige Jude“. Jg. 12, Nr. 27, 3. Dezember 1937, S. 628–631.
- [Karl Feurer] Georg Buechner und J. F. Fries. Jg. 15, Nr. 11, 9. Mai 1940, S. 308–311.

in Ueber die Grenzen:
- Hans Lehnert: Zwei Fabeln - von Hans Lehnert. Nr. 11, Mitte September 1945, S. 4.
- Hans Lehnert: Der Galopp in die Freiheit. Nr. 13, Anfang Dezember 1945, S. 7.